# 正十三醛
正十三醛（也称为1-十三醛）是一种有机化合物，分子式C13H26O，结构简式CH3(CH2)11CHO，具有脂肪气味或柑橘、葡萄柚花等香味，用于制作精油。